# Terry Zwigoff
Terry Zwigoff (Appleton, Wisconsin, 18 de maig de 1949) és un director de cinema estatunidenc. Conegut per les seves dues populars pel·lícules de baix pressupost, ambdues sorgides del món dels còmic underground (o alternatius): el documental Crumb (1994), sobre Robert Crumb, figura dels còmics underground; i Ghost World (2001), una adaptació al cinema del còmic del mateix nom escrit per Daniel Clowes. Sovint els seus treballs inclouen personatges inadaptados, antiherois i temàtiques com l'alienació. Zwigoff va guanyar el Grand Jury Prize en el Festival de Cinema de Sundance per Crumb i va ser nominat als Premis Oscar pel guió de Ghost World.

## Carrera
Zwigoff va néixer a Appleton, Wisconsin, en una família jueva de grangers. Criat a Chicago, es va mudar a Sant Francisco en els anys 1970, on va conèixer a Robert Crumb, qui compartia el seu interès per la música folklòrica nord-americana de la pre-guerra. Als 22 anys va aprendre a tocar el violoncel i la mandolina, i es va unir a la banda de cordes de Crumb, anomenada R. Crumb & His Cheap Suit Serenaders, amb els qui va realitzar diversos enregistraments.
Zwigoff va començar la seva carrera al cinema fent documentals. El 1978 va trobar accidentalment un estrany enregistrament d'un desconegut músic de Chicago dels anys 1920, Zwigoff (col·leccionista de discos a més de músic) va començar un treball de recerca sobre la vida d'aquest músic que duraria dos anys. El resultat va ser el seu primer documental: Louie Bluie (1985), estrenat en el Festival de Cinema de Sundance, sobre el misteriós músic de cordes i blues, Howard Armstrong.
El 1994 es va estrenar Crumb, un elogiat documental sobre Robert Crumb i els seus dos germans. Va guanyar el Grand Jury Prize en Sundance, el premi DGA, el NYFCC, el LAFCA i el NSFC. A més, el crític Gene Siskel va nomenar a Crumb la millor pel·lícula de 1995, igual que altres deu crítics importants. Forma part de més de 150 llistes de les 10 millors pel·lícules segons els crítics. Quan Crumb no va ser nominada a l'Oscar, va haver-hi una protesta per part dels mitjans de comunicació que va forçar a l'Acadèmia a fer modificacions en el procés de nominació de documentals, el qual prèviament era dominat pels distribuïdors dels documentals.
El primer treball de ficció de Zwigoff va ser la comèdia dramàtica Ghost World (2001), basada en el còmic del mateix nom. Per aquesta pel·lícula, Zwigoff i el co-escriptor Daniel Clowes van ser nominats a l'Oscar en la categoria Millor guió adaptat i van guanyar el premi Independent Spirit. Ghost World també va ser nominada a dos Globus d'Or (Thora Birch i Steve Buscemi) i dos AFI. USA Today i The Washington Post la van nomenar la millor pel·lícula de l'any. Ghost World va aparèixer en més de 150 llistes top 10.
La següent pel·lícula que va dirigir va ser la comèdia d'humor negre Bad Santa (2003), protagonitzada per Billy Bob Thornton (nominat el Globus d'Or pel seu paper). La pel·lícula va ser realitzada amb 23 milions de dòlars i va recaptar 76 milions a tot el món.
A continuació va realitzar Art School Confidential, que va comptar amb figures conegudes com a John Malkovich, Jim Broadbent i Anjelica Huston. Art School Confidential va ser la segona col·laboració de Zwigoff amb l'escriptor Daniel Clowes i va estar ambientada en una escola d'art, la història va atreure a Zwigoff pel seu «imperfecte protagonista, ambigüitat moral, obsessió i la naturalesa de l'art». La pel·lícula no va ser tan ben rebuda com Ghost World i segons el director «gairebé acaba per sempre» amb la seva carrera, però va agregar: «Per a mi no és tan dolenta. Almenys comparada amb la resta de la merda que hi ha per aquí». Així mateix, va rebre una proposta per dirigir Juno però va rebutjar el projecte des de l'inici en percebre-ho com «una versió retardada de Ghost World».
Durant els anys posteriors Zwigoff va treballar en múltiples projectes que no van arribar a concretar-se a causa de la falta de finançament, entre ells una adaptació d'una novel·la francesa que va escriure per a Johnny Depp i una adaptació de la novel·la Maximum Bob d'Elmore Leonard. També va estar a prop de dirigir Edward Ford, un film que anava a ser protagonitzat per Michael Shannon, i Lost Melody, una pel·lícula que també va coescriure i que incloïa a Fred Armisen i Nicolas Cage. «La indústria del cinema ha canviat en els últims deu anys», va afirmar el director en una entrevista el 2017 i va agregar: «Actualment és molt difícil trobar inversors per a films de baix i mig pressupost». El 2017 va presentar Budding Prospects, un pilot per Amazon Video coescrit al costat de Melissa Axelrod i basat en la novel·la del mateix nom.

## Filmografia
| Any  | Títol                   | Director | Guionista | Productor | Notes      |
| ---- | ----------------------- | -------- | --------- | --------- | ---------- |
| 1985 | Louie Bluie             | si       | no        | si        | Documental |
| 1994 | Crumb                   | si       | no        | si        | Documental |
| 2001 | Ghost World             | si       | si        | no        |            |
| 2003 | Bad Santa               | si       | no        | no        |            |
| 2006 | Art School Confidential | si       | no        | no        |            |
| 2017 | Budding Prospects       | si       | no        | si        | Pilot      |